# Karakojsu
Karakojsu (rusky Каракойсу) je řeka v Dagestánu v Rusku. Je 93 km dlouhá.

## Průběh toku
Ústí zprava do Avarského Kojsu (povodí Sulaku).

### Přítoky
Hlavním přítokem zprava je Kazikumuchské Kojsu.

## Vodní stav
Zdrojem vody je převážně voda z tajícího sněhu.

## Využití
Na řece byla vybudována Gergebilská vodní elektrárna.